# Tehnologii generice
Termenul „tehnologii generice” se referă la tehnologii cu utilizare intensivă a cunoștințelor, asociate cu o Cercetare-Dezvoltare de intensitate înaltă, cu cicluri rapide de inovare, cheltuieli mari de capital și personal de înaltă calificare. Influența lor este penetrantă, generând inovații de procese, produse și servicii în întreaga economie. Tehnologiile generice sunt multidisciplinare și trans-sectoriale, traversând multe domenii tehnologice cu tendințe spre convergență și integrare tehnologică și cu potențial de a induce schimbări structurale. Diferitele tehnologii generice diferă în ceea ce privește nivelul de maturitate și domeniile de aplicare. Aceste tehnologii sunt calificate ca „generice” în sensul că sunt foarte apropiate de discipline științifice: biochimie, microbiologie, genetică, termodinamică, optică etc. Întreprinderea transferă în interior cunoștințe științifice fundamentale și dispune astfel de un fundament care îi permite să realizeze inovații tehnologice. Termenul „generic” reflectă natura acestor tehnologii cu vocație generică, ce ajută la dezvoltarea industrială generală și permit să se aducă economii semnificative în raport cu tehnologiile complementare existente. Efectul lor multiplicator permite să se amelioreze performanțele în alte sectoare cum sunt: Tehnologia Informației și Comunicațiilor, produse chimice, oțeluri, aparate medicale, industria automobilului, industria aeronautică etc.
Dicționarul BusinessDictionary.com  Arhivat în 25 august 2010, la Wayback Machine. oferă următoarea definiție: Echipamentul și/sau metodologia care, singure sau în combinație cu tehnologiile asociate, furnizează mijloace  pentru a genera salturi uriașe în performanță și capabilități pentru utilizator. De exemplu, se reunesc împreună tehnologiile telecomunicațiilor, internetului, etc., astfel încât și firmele mici sunt capabile să concureze în zonele unde în alte condiții le-ar fi imposibil.

## Categorii de tehnologii generice
Există divergențe între Statele membre ale UE asupra ceea ce trebuie să se considere tehnologii generice. Pe baza cercetărilor globale și tendințelor pieței, pot fi considerate ca fiind cele mai relevante din punct de vedere strategic următoarele tehnologii generice:
Nanotehnologii dețin perspectiva conducerii dezvoltării nano- și micro-dispozitivelor inteligente și a schimbărilor revoluționare în îngrijirea sănătății, energie, mediu și fabricație. Nivelul de maturitate al acestei tehnologii este încă scăzut, fiind necesar un nivel ridicat al cercetărilor fundamentale.
Microelectronica și nanoelectronica inclusiv semiconductoare sunt esențiale pentru toate bunurile și serviciile care necesită controlul inteligent în sectoare ca automobile și transporturi, aeronautică și industria aerospațială.
Fotonica este un domeniu multidisciplinar care se referă la generarea, detecția și managementul luminii. Printre altele, oferă baza tehnologică pentru conversia economică a luminii solare în electricitate, ceea ce este important pentru producerea energiei regenerabile și pentru o varietate de componente și echipamente electronice ca fotodiode, LED-uri și lasere.
Materiale avansate oferă îmbunătățiri majore într-o varietate de domenii, de exemplu domeniul aerospațial, transporturi, construcții, îngrijirea sănătății, textile, electronică, bunuri de consum. Exemple de „materiale avansate”: nanomateriale și materiale nano-asamblate, materiale pentru energie, materiale pentru Tehnologia Informației și Comunicațiilor, biomateriale. Grupul de Experți de Înalt Nivel (HLG) de la Uniunea Europeană, în domeniul materialelor avansate, a luat în considerare următoarele categorii de materiale : metale avansate, polimeri sintetici avansați, ceramici avansate, noi materiale compozite, biopolimeri avansați.
Biotehnologiile industriale aduc alternative de procese mai curate și sustenabile pentru operații industriale și agroalimentare. Biotehnologiile industriale oferă noi metode de producție pentru produse existente și oferă posibilitatea dezvoltării unor produse complet noi. Pentru dezvoltarea unor produse și procese utile biotehnologiile industriale se bazează pe integrarea unor discipline științifice cum sunt biochimia, microbiologia, genetica moleculară și tehnologii de proces. Un important subsector al biotehnologiilor industriale se referă la biocombustibili.
În filiera tehnologiilor generice sunt importante sisteme de fabricație avansate, pentru a produce bunuri comercializabile bazate pe cunoștințe și servicii conexe (de ex. robotica modernă). Aceasta este relevant în industrii cu capitalizare intensivă, cu metode complexe de asamblare, ca de exemplu producția și asamblarea avioanelor moderne care implică un spectru larg de tehnologii de fabricație, de la simularea și programarea liniilor de asamblare cu roboți până la reducerea consumului de materiale și energie. Sistemele de fabricație avansate cuprind sisteme de producție și serviciile asociate, procese, instalații și echipamente care includ automatizare, robotică, sisteme de măsurare, procesarea informațiilor cognitive, procesarea semnalelor și controlul producției prin intermediul sistemelor de informații și comunicații de înaltă viteză.
Uniunea Europeană (UE) a creat Grupe de Experți de Înalt Nivel (HLG) asupra tehnologiilor generice-cheie, însărcinate cu elaborarea unei strategii europene coerente, pentru a dezvolta șase tehnologii generice-cheie: nanotehnologii, micro- și nanoelectronică, materiale avansate, fotonică, biotehnologii industriale și sisteme de fabricație avansate. Aceste Grupe au fost lansate la Bruxelles la 13 iulie 2010. Raportul final al HLG a fost publicat în iunie 2011.

## Realizări ale tehnologiilor generice
Combinații ale tehnologiilor generice sunt integrate în produsele cele mai avansate. De exemplu, un automobil electric este o combinație de materiale avansate pentru baterii, componente microelectronice pentru electronica de putere în scopul reducerii greutății automobilului, fotonică pentru iluminatul cu consum redus, biotehnologii industriale pentru anvelope cu frecare redusă și sisteme avansate de fabricație pentru producerea automobilelor electrice cu costuri competitive. De asemenea, un telefon mobil cuprinde, între altele, cipuri microelectronice pentru telecomunicații, un aparat foto cu tehnologie fotonică și optică , materiale avansate pentru ecrane tactile.
Tehnologiile generice contribue la dezvoltarea tehnologiilor disruptive în sectoare ca energia (energii regenerabile, biocombustibili, energia solară etc.), transportul (vehicule de transport mai sigure și eficiente energetic), fabricație( costuri reduse pentru materiale și procese, economii de energie), chimie (procesare ecologică), mediu (sensori pentru monitorizarea mediului), medicină (terapia genetică și testarea genetică) și bunuri de consum (telefoane mobile, iluminat).

## Sisteme de fabricație avansate și caracteristicile acestora
Sistemele de fabricație avansate (SFA) imiplică operații de fabricație care creează produse high-tech, utilizează tehnici inovative în fabricație și inventează noi procese și tehnologii pentru fabricația viitoare. Definiția SFA acoperă atât fabricarea produselor high-tech, proceselor și soluțiilor pentru fabricația viitoare, cât și a serviciilor asociate.
Caracteristicile semnificative ale SFA care le deosebesc de tehnologiile de fabricație tradiționale sunt: creșterea semnificativă a vitezelor, micșorarea costurilor sau a consumului de material, îmbunătățirea preciziei de operare, precum și aspecte de mediu, ca de exemplu deșeuri și poluarea proceselor de fabricație.
SFA au capitalizare intensivă, sunt intensive în cunoștințe și necesită niveluri înalte de capital intelectual. SFA sunt deseori caracterizate printr-un nivel ridicat al utilizării comenzilor numerice și automatizării, adaptare la necesitățile clienților și intensitate ridicată a competențelor. SFA integrează tehnologia informației și cunoștințe în procese de fabricație (de exemplu modelarea digitală a producției, modelarea în timp real a fabricii, testare non-distructivă online). SFA nu cuprind o singură tehnologie ci o combinație de diferite tehnologii care includ, între altele, tehnologii de prelucrare a materialelor, tehnologii electronice și de calcul, tehnologii de măsurare (inclusiv tehnologii optice și chimice), tehnologii de transport și alte tehnologii logistice.
Pentru industrii de proces SFA țintesc spre procese destinate din start pentru a încorpora tehnologii cu eficiență ridicată, sigure și benigne pentru mediu și produse adaptate cerințelor clienților. Aceste tehnologii avansate ajută să se obțină facilități cu dimensiuni mai mici, bazate pe tehnologii de intensificare a proceselor, cu reutilizarea maximizată a materialelor; echipamente care sunt adaptate pentru utilizări și scopuri multiple -astfel mărindu-se flexibilitatea proceselor- și fabrici care sunt echipate cu sisteme de control adecvate pentru transformările fizice, chimice sau biochimice pe care le procesează.

## Biotehnologii industriale
Biotehnologia este definită de OECD (2005) ca fiind „aplicarea științei și tehnicii la organisme vii, precum și la piesele, produsele și modelele cu această origine, pentru a modifica materialele vii sau non-vii, pentru producerea de cunoștințe, bunuri și servicii.” Cu alte cuvinte, biotehnologia este derivată din cunoștințe biologice și finalmente este asociată cu evoluția științei biologiei.
Principalele tehnici ale biotehnologiei pot fi rezumate astfel (OECD, 2005, op.cit.):
ADN/ARN : genomică, farmacogenomică, inginerie genetică, secvențializarea/sinteza/amplificarea ADN/ARN, profilarea expresiei genelor, utilizarea tehnologiei antisens;
Proteine și alte molecule: secvențializarea/sinteza/ingineria proteinelor și peptidelor; metode de lansare îmbunătățite pentru medicamente cu molecule mari; proteomica (studiul structurii și funcțiilor tuturor proteinelor unui organism), izolarea și purificarea proteinelor; semnalarea, identificarea receptorilor celulelor;
Cultura celulelor și țesuturilor: cultura celulelor/țesuturilor, ingineria țesuturilor, fuziunea celulelor, stimulente de vaccinuri/imunizare, manipularea embrionară;
Tehnici de biotehnologie de proces: fermentație utilizând bioreactori (bioreactor = recipient în care celule sau enzime efectuează o reacție biologică), bioprocesare, leșierea bacteriană (engleză :bioleaching), biodesulfurizare, curățirea biologică, biofiltrare și fitocurățire (utilizarea unor plante pentru a elimina contaminanți sau poluanți din soluri sau din resurse de apă);
Vectori genetici și ARN: terapia genetică, vectori virali;
Bioinformatică : construcția bazelor de date pentru genomi, secvențele proteinelor, modelarea proceselor biologice complexe, inclusiv biologia sistemelor;
Nanobiotehnologia : aplică instrumentele și procesele nanofabricației/microfabricației pentru a construi dispozitive pentru studiul biosistemelor și aplicații în lansarea de medicamente, diagnostice etc.
Este posibil să se definească un produs al biotehnologiei ca bun sau serviciu a cărui dezvoltare necesită utilizarea uneia sau a mai multor tehnici ale biotehnologiei, dintre cele enumerate mai înainte. Procesul biotehnologic este un proces de producție sau  de alt gen (de exemplu, de mediu) care utilizează una sau mai multe tehnici sau produse biotehnologice.
Biotehnologia industrială este aplicarea biotehnologiei pentru procesarea industrială și producerea de chimicale, materiale și combustibili. Aceasta include practica utilizării microorganismelor sau componentelor de microorganisme pentru a genera industrial produse utile, substanțe etc., cu capabilități specifice pe care procesele petrochimice convenționale nu le pot asigura. Biotehnologiile industriale utilizează mucegaiuri, drojdii, bacterii și/sau enzime ca „fabrici de celule” , pentru a fabrica energii sustenabile, chimicale,detergenți,vitamine, hârtie și o mulțime de alte lucruri. Biotehnologia industrială este caracterizată prin conversia biomasei regenerabile în produse utilizate de consumatori,industria chimică sau energetică. Biotehnologiile oferă, pe lângă aplicațiile din domeniul sănătății (medicamente etc.), al produselor alimentare și al furajelor, alternative promițătoare în industria chimică.

## Microelectronica și nanoelectronica
Microelectronica este o ramură a electronicii care se ocupă cu miniaturizarea circuitelor și componentelor electronice. Nanoelectronica  se referă la utilizarea nanotehnologiilor la componente electronice, în special tranzistori.
Industria microelectronică și nanoelectronică include două subcategorii distincte. Primul segment al industriei este definit prin focalizarea pe micșorarea continuă a dimensiunilor fizice ale funcționalităților digitale (stocare de logică și memorie) pentru a îmbunătăți densitatea și performanța (viteză, putere) și a descrește costurile. Această tehnologie explică larga răspândire a pieței globale de semiconductoare. Al doilea segment al industriei se referă la încorporarea în dispozitive a unor funcționalități care asigură valoare suplimentară în diferite moduri (diversificare funcțională a dispozitivelor semiconductoare). Această abordare implică o mare varietate de dispozitive semiconductoare combinate pe același cip, în așa-numite sisteme pe cip (SoCs) sau în același pachet (capsulă care conține circuitul integrat), utilizând așa-numite sisteme în pachet (SiPs). Acest concept implică o mulțime de alte dispozitive în topul procesului de miniaturizare pură (CMOS), ca de exemplu componente de frecvență analogică/radio, sensori, actuatori, componente pasive, componente de înaltă tensiune, MEM (sisteme Micro-Electro-Mecanice). Aceste dispozitive sunt procesate și încorporate în cip/capsulă, în loc de a fi adăugate la nivelul sistemului.